# Жежнич Павло Іванович
 Жежнич Павло Іванович — доктор технічних наук, професор, проректор з науково-педагогічної роботи та інформатизації, професор Кафедри соціальних комунікацій та інформаційної діяльності [Архівовано 21 січня 2022 у Wayback Machine.] Інституту гуманітарних та соціальних наук Національного  університету  «Львівська  політехніка».

## Біографічні відомості

### Освіта
У 1996 р. закінчив з відзнакою факультет прикладної математики Львівського державного університету ім.І.Франка.
1997—2000 рр. — навчання у стаціонарній аспірантурі Кафедри інформаційних систем та мереж [Архівовано 22 квітня 2022 у Wayback Machine.] Національного університету «Львівська політехніка».
У 2001 р. захистив кандидатську дисертацію на тему «Методи та засоби моделювання часового параметру в інформаційних системах на основі реляційних баз даних» за спеціальністю 01.05.02 «Математичне моделювання та обчислювальні методи».
У 2009 році захистив дисертацію «Методи та засоби організації реляційних баз часово-залежних даних», подану на здобуття наукового ступеня доктора технічних наук за спеціальністю 01.05.03 «Математичне та програмне забезпечення обчислювальних систем та мереж».

### Професійна діяльність
Асистент Кафедри інформаційних систем та мереж [Архівовано 22 квітня 2022 у Wayback Machine.].
Доцент Кафедри інформаційних систем та мереж [Архівовано 22 квітня 2022 у Wayback Machine.].
2009—-2011 рр. — професор Кафедри інформаційних систем та мереж [Архівовано 22 квітня 2022 у Wayback Machine.].
2011—2019 рр. — керівник Центру інформаційного забезпечення(ЦІЗ) [Архівовано 16 червня 2020 у Wayback Machine.] Національного університету «Львівська політехніка».
З серпня 2011 р. — професор Кафедри СКІД [Архівовано 21 січня 2022 у Wayback Machine.].
2012—2014 рр. — в.о. завідувача Кафедри інформаційних систем та мереж [Архівовано 22 квітня 2022 у Wayback Machine.].
З жовтня 2019 р. — проректор з науково-педагогічної роботи та інформатизації Національного університету «Львівська політехніка».
Керує підготовкою аспірантів за спеціальністю «Математичне та програмне забезпечення обчислювальних машин і систем».

## Навчальна робота
Дисципліни, які викладає:
- Технології інтеграції інформаційних ресурсів.
- Методи та засоби мультимедійних інформаційних систем.
- Засоби забезпечення цілісності та достовірності даних.

## Наукова робота

Диплом Львівської політехніки за успіхи у професійній діяльності та сумлінну працю на благо Львівської політехніки

Подяка Львівської міської ради за сумлінне виконання обов'язків у Львівській політехніці

Грамота Львівської політехніки за значні досягнення в навчальній та науковій роботі

Науковий консультант: доктор технічних наук, професор Пасічник Володимир Володимирович [Архівовано 22 квітня 2022 у Wayback Machine.], Національний університет «Львівська політехніка».
Хмельницький національний університет; 01.11.2010 — 01.12.2010 підвищення кваліфікації.

### Напрями наукових досліджень
- реляційні бази даних та бази часово-залежних даних;
- моделювання часового фактора в предметних областях;
- семантично відкриті інформаційні системи;
- інтернет-технології;
- опрацювання XML-даних;
- системи керування контентом;
- системи електронного урядування (е-урядування);
- геоінформаційні системи[4].

## Участь у проєктах
- Активний учасник Форуму Рідного Міста [Архівовано 2 червня 2020 у Wayback Machine.] та Української Наукової Інтернет Спільноти [Архівовано 11 червня 2022 у Wayback Machine.]. Провідний редактор українських розділів авторитетного світового каталогу Вебсайтів Open DirectoryProject [Архівовано 28 вересня 2006 у Wayback Machine.]
- Керівник та учасник багатьох цікавих проєктів [Архівовано 8 вересня 2017 у Wayback Machine.], в основі яких лежать сучасні інформаційні технології. Останній проєкт — Фотоблог Львова [Архівовано 3 серпня 2020 у Wayback Machine.].
- Автор шаблонів MS Word [Архівовано 28 вересня 2017 у Wayback Machine.] для написання рукопису дисертації, книги, статті тощо.

## Вибрані публікації
Автор 2-х монографії та 3-х навчальних посібників, наукових та науково-методичних публікацій.

### Монографії, навчальні посібники
1. Жежнич П. І. Часові бази даних (моделі та методиреалізації): Монографія. — Львів: Видавництво Львівської політехніки, 2007. — 260 с.
2. Пасічник В. В. [Архівовано 22 квітня 2022 у Wayback Machine.], Жежнич П. І., Кравець Р. Б., Пелещишин А. М., Тарасов Д. М. Глобальні інформаційні системи та технології (моделі ефективного аналізу, опрацювання та захисту даних).- Львів: Видавництво Львівської політехніки, 2006. — 350с.
3. Пелещишин А. М., П. І. Жежнич, О. В. Марковець Розрозблення комплексних Веб-сайтів за допомогою мови програмування PERL:Навчальний посібник. — Львів: Видавництво Львівської політехніки. — С. 160, 2007.
4. Жежнич П. І. «Консолідовані інформаційні ресурси баз даних та знань: Навчальний посібник», Консолідована інформація. — Львів: Видавництво «Львівська політехніка». — С. 212, 2010.
5. Жежнич П. І. «Технології інформаційного менеджменту:Навчальний посібник», Консолідована інформація. — Львів: Видавництво Львівської політехніки. — С. 260, 2010.

### Останні статті
1. Жежнич П. І. Моделювання інформацій-них потреб користувача Веб-галереї / Ю. В. Ришковець, П. І. Жежнич // Штучний інтелект. — Донецьк, 2011. — № 1. — С.236—242.
2. Жежнич П. І. Особливості формування енциклопедії в сучасних умовах розвитку інформаційних технологій / П. І. Жежнич, М. Г. Гірняк // Вісн. Нац. ун-ту «Львівська політехніка». — Львів, 2012. — № 732: Комп'ютерні науки та інформаційні технології. — С. 399—405.
3. Жежнич П. І. Функціональні та структурні вимоги до побудови сучасних географічних інформаційних систем / П. І. Жежнич, В. О. Осика // Вісн. Нац. ун-ту «Львівська політехніка». — Львів, 2011. — № 715: Інформаційні системи та мережі. — С. 104—113.
4. Аналіз проблеми уніфікації архітектури систем управління контентом / В. І. Мищишин, П. І. Жежнич // Інформаційні системи та мережі: зб. наук. пр. / відп. ред. В. В. Пасічник. — Л.: Вид-во Львів. політехніки, 2010. — С. 218—226. — (Вісник / Нац. ун-т «Львів. політехніка»; № 689). — Бібліогр.: 10 назв.
5. Генерування SQL-сценаріїв за допомогою XSLT-перетворень / П. І. Жежнич // Інформаційні системи та мережі: зб. наук. пр. / відп. ред. В. В. Пасічник. — Л.: Вид-во Львів. політехніки, 2010. — С. 289—295. — (Вісник / Нац. ун-т «Львів. політехніка»; № 673). — Бібліогр.: 8 назв.
6. Геоінформаційні системи на основі просторово-часових моделей даних / П. І. Жежнич, В. О. Осика // Інформаційні системи та мережі: зб.наук. пр. / відп. ред. В. В. Пасічник. — Л.: Вид-во Львів. політехніки, 2010. — С. 149—157. — (Вісник / Нац. ун-т «Львів. політехніка»; № 689). — Бібліогр.: 8 назв.
7. Консолідовані інформаційні ресурси баз даних та знань :навч. посіб. / П. І. Жежнич; за заг. ред. В. В. Пасічника; Нац. ун-т «Львів.політехніка». — Л.: Вид-во Львів. політехніки, 2010. — 212 с.: табл. — (Серія «Консолідована інформація»; Вип. 7). — Бібліогр.: с. 199—210 (185 назв).
8. Розроблення алгоритмів структурного перетворення веб-галерей/ Ю. В. Ришковець, П. І. Жежнич // Інформаційні системи та мережі: зб. наук.пр. / відп. ред. В. В. Пасічник. — Л.: Вид-во  Львів.політехніки, 2010. — С. 163—170. — (Вісник / Нац. ун-т «Львів. політехніка»; № 673). — Бібліогр.: 4 назви.
9. Технології інформаційного менеджменту : навч. посіб. / П. І. Жежнич; за заг. ред. В. В. Пасічника; Нац. ун-т «Львів. політехніка». — Л.: Вид-во Львів. політехніки, 2010. — 260 с.: іл. — (Серія «Консолідована інформація»; Вип. 6). — Бібліогр.: с. 255—258 (47 назв).

## Контакти
Головний корпус, кімната № 212, вул. С. Бандери, 12, 79013, Львів
сайт: Спеціальність «Інформаційна, бібліотечна та архівна справа» кафедри СКІД [Архівовано 6 квітня 2012 у Wayback Machine.]